# Locomotiva JNR EF81
Le locomotive JNR EF81 sono locomotive elettriche politensione e policorrente, a scartamento ridotto, multiruolo delle ferrovie del Giappone (JNR).

## Storia
Le locomotive sono state costruite a partire dal 1968 dalle industrie giapponesi Hitachi e Mitsubishi Electric. La loro produzione, nelle varie versioni, è proseguita fino al 1992 raggiungendo le 161 unità. Le locomotive sono in atto ripartite tra le compagnie, pubbliche e private, Japan Freight Railway, East Japan Railway, West Japan Railway e Kyushu Railway.

## Caratteristiche
Le locomotive sono adatte a tutti i servizi, sia merci che viaggiatori, e alla circolazione su tutta la rete nazionale a scartamento 1.067 mm in virtù della loro possibilità di alimentazione a 1.500 volt, corrente continua, e a 20 kV a corrente alternata monofase.
Allo scopo di mantenere basso il peso per asse hanno adottato la conformazione a cassa unica, senza snodi, con rodiggio Bo Bo Bo, (a tre carrelli biassiali motori).
Sono fornite di sistema di sicurezza della marcia del treno di tipo ATS-S.

## Le varie serie di EF81
Oltre alla serie principale "EF81" che comprende le locomotive da 1 a 152, costruite dal 1968 al 1979 in tre livree, nel 1975 sono state costruite 4 locomotive, denominate EF81 301-304, con cassa in acciaio inossidabile corrugato ad uso dei servizi ferroviari attraverso il tunnel Kanmon per il Kyūshū.
Un'ulteriore serie di 14 EF81 401-414 è stata realizzata tra il 1986 e il 1987 ancora per i servizi del tunnel Kanmon, per il servizio denominato Blue Train"  su varie linee di Kyushu quali la linea principale Kagoshima, la linea principale Nippō e talvolta l'intera linea principale Nagasaki.
La serie EF81-450 comprende cinque locomotive costruite tra 1991 e 1992 per i servici merci del Kanmon Tunnel. 
Infine tre locomotive costruite nel 1989 per JR Freight costituiscono la serie EF81 501-503.